# 小沢昭一の著作等一覧
小沢昭一の著作等一覧（おざわしょういちのちょさくとういちらん）では、小沢昭一の著作等を一覧として記述する。

## 書籍
- 私は河原乞食・考 三一書房, 1969年
- 陰学探険 小沢昭一,永六輔 創樹社, 1972年（ちくま文庫化にあたり『色の道商売往来』『遊びの道巡礼』と2巻に分巻）
- 小沢昭一雑談大会 芸術生活社, 1972年
- 私のための芸能野史 芸術生活社, 1973年
- 日本の放浪芸 番町書房, 1974年
- 説教 埋もれた芸能史からの招待 話芸の源流を探る 風媒社, 1974年  
  - 関山和夫,星野寿郎,小沢昭一,永六輔,五十嵐忠夫,祖父江省念
- 清談・性談・聖談そして雑談 白川書院, 1974年  
  - 対談者:田中小実昌他20名
- 津瀬宏『小沢昭一的こころ』芸術生活社、1974年6月10日。（TBSラジオ同名番組のノベライズ本　以後続刊）
- 小沢大写真館 話の特集, 1974年（ちくま文庫化にあたり『珍奇絶倫小沢大写真館』と改題）
- 猥学探険 創樹社, 1975年
- 正岡容集覧 編集:小沢昭一 仮面社, 1976年
- 言わぬが花 小沢昭一的世界 文藝春秋, 1976年
- ドキュメント綾さん 小沢昭一が敬愛する接客のプロフェショナル 小沢昭一,佐藤綾 新しい芸能研究室, 1978年1
- わた史発掘 戦争を知っている子供たち 文藝春秋, 1978年3月
- 『雑談・にっぽん色里誌』講談社、1978年3月24日。
- 『ぼくの浅草案内』講談社、1978年6月1日。
- おなじみ小沢昭一的こころ 小沢昭一,津瀬宏 芸術生活社, 1979年6月
- 芸双書 全10巻 南博・永井啓夫・小沢昭一編 白水社, 1981～1982年
- 秘すれば花  文藝春秋, 1981年7月
- 心機一転小沢昭一的こころ 小沢昭一,木谷恭介 芸術生活社, 1981年5月
- 芸能入門・考 芸に生きる 小沢昭一,土方鉄 明石書店, 1981年10月
- 絶好調小沢昭一的こころ 小沢昭一,宮腰太郎 芸術生活社, 1982年6月
- 小沢昭一の世界 白水社, 1983年9月
- 旅ゆけば小沢昭一的こころ 小沢昭一,宮腰太郎 新潮社, 1984年6月 -- (新潮文庫)
- 背中でしゃべったモノローグ 小沢昭一,鶴田照夫 学習研究社, 1985年12月
- 小沢昭一的こころ 滋養豊富・元気の素 小沢昭一,宮腰太郎 新潮社, 1986年2月 -- (新潮文庫)
- 『美人諸国ばなし』PHP研究所、1986年7月4日。
- 言わぬが花―小沢昭一的世界 文春文庫 1986年7月
- 『韓国・インド・隅田川』三月書房、1987年1月15日。
- 旅まくら小沢昭一的こころ 小沢昭一,宮腰太郎 新潮社, 1987年10月 -- (新潮文庫)
- 美人諸国ばなし　新潮文庫 1989年7月
- 裏みちの花 小沢昭一 文藝春秋, 1989年8月
- 小沢昭一的こころ 泣け!お父さん 小沢昭一,宮腰太郎 新潮社, 1989年11月 -- (新潮文庫)
- 小沢昭一編『貧』作品社〈日本の名随筆85〉、1989年。ISBN 4878939850。
- 芸能と社会  放送大学教育振興会, 1989年4月
- もうひと花 文藝春秋, 1991年9月
- 旅は青空 小沢昭一的こころ 小沢昭一,宮腰太郎, 新潮社, 1991年8月
- 変哲 句集 三月書房, 1992年9月
- 背中まるめて 「小沢昭一的こころ」のこころ 新潮社, 1992年11月 -- (新潮文庫)
- しみじみくすくす小沢昭一的こころ 小沢昭一,宮腰太郎 新潮社, 1993年10月 -- (新潮文庫)
- 話にさく花 文藝春秋, 1995年10月
- 小沢昭一的東海道ちんたら旅 小沢昭一,宮腰太郎 新潮社, 1995年11月
- 放浪芸雑録 白水社, 1996年9月
- 裏みちの花 文春文庫 1996年10月
- ノーテンキ旅小沢昭一的こころ 小沢昭一,宮腰太郎 新潮社, 1996年1月 -- (新潮文庫)
- 句あれば楽あり  朝日新聞社, 1997年3月
- イケイケ・どんどん小沢昭一的こころ 小沢昭一,宮腰太郎 新潮社, 1997年12月 -- (新潮文庫)
- むかし噺うきよ噺 新潮社, 1998年8月
- 小沢昭一的 東海道ちんたら旅　小沢昭一、宮腰太郎 新潮文庫  1998年9月
- ものがたり芸能と社会  白水社, 1998年11月
- 友あり駄句あり三十年 - 恥多き男づきあい春重ね 東京やなぎ句会編集 日本経済新聞社 1999年3月
  - 入船亭扇橋,柳家小三治,江國滋,大西信行,三田純市,桂米朝,永井啓夫,矢野誠一,永六輔,神吉拓郎,小沢昭一,加藤武他
- 話にさく花　文春文庫 2002年3月
- 小沢昭一的流行歌・昭和のこころ 小沢昭一,大倉徹也 新潮社, 2000年8月
- 日日談笑 小沢昭一的人生  晶文社, 2000年10月
- あたく史外伝 新潮社, 2002年2月
- 散りぎわの花 文藝春秋, 2002年8月
- 俳句武者修行 朝日新聞社, 2002年10月
- 泣いてくれるなほろほろ鳥よ 晶文社, 2003年11月 - (小沢昭一百景 ; 1)
- せまい路地裏も淡き夢の町 晶文社, 2003年12月 - (小沢昭一百景 ; 2)
- 笛にうかれて逆立ちすれば  晶文社, 2004年3月 - (小沢昭一百景 ; 5)
- なぜか今宵もああ更けてゆく 晶文社, 2004年4月 - (小沢昭一百景 ; 6)
- 寄席芸・大道芸 小沢昭一,矢野誠一 くもん出版, 2004年4月 -- (物語で学ぶ日本の伝統芸能 ; 5)
- 川柳うきよ鏡 新潮社, 2004年4月
- 小沢昭一がめぐる寄席の世界  朝日新聞社, 2004年11月 -- (ちくま文庫　2008年9月）
- 慕いつづけたひとの名は 晶文社, 2004年1月 - (小沢昭一百景 ; 3)
- いつものように幕が開き 晶文社, 2004年2月 - (小沢昭一百景 ; 4)
- 散りぎわの花 文春文庫 2005年8月
- 老いらくの花 文藝春秋, 2006年6月
- 小沢昭一的新宿末廣亭十夜 講談社, 2006年7月
- 完本正岡容寄席随筆 桂米朝,小沢昭一,大西信行,永井啓夫編 岩波書店, 2006年11
- この日、集合。 井上ひさし,永六輔,小沢昭一,矢崎泰久 金曜日, 2006年8月
- 色の道商売往来―平身傾聴・裏街道戦後史  小沢昭一、永六輔  ちくま文庫　2007年5月
- 人類学入門 晶文社, 2007年6月 (小沢昭一座談)
- 昭和の世間噺 晶文社, 2007年7月 - (小沢昭一座談 ; 2)
- 本邦ストリップ考 晶文社, 2007年8月 - (小沢昭一座談 ; 3)
- こんばんわ小沢です  晶文社, 2007年10月 - (小沢昭一座談 ; 4)
- 芸渡世浮き沈み 晶文社, 2007年11月 - (小沢昭一座談 ; 5)
- 川柳うきよ大学 新潮社 2008年5月
- 道楽三昧－遊び続けて八十年  (聞き手　神崎宣武)　岩波新書 2009年7月
- 老いらくの花　文春文庫 2009年7月
- わた史発掘 戦争を知ってる子どもたち 岩波現代文庫 2009年12月
- 日々談笑 小沢昭一対談集 ちくま文庫 2010年6月
- 僕のハーモニカ昭和史　朝日新聞出版 2011年2月
- 思えばいとしや“出たとこ勝負”～小沢昭一の「この道」　東京新聞出版局 2011年5月
- ラジオのこころ　文春新書 2012年8月
- 俳句で綴る 変哲半世紀  岩波書店　2012年12月
- 芸人の肖像　ちくま新書  2013年2月
- 芸能入門・考 -芸に生きる- 小沢昭一、土方鉄　明石選書  2013年5月
- 写真集 昭和の肖像<芸>　筑摩書房 2014年2月

## カセットブック・ビデオブック
- 井原西鶴作品の世界 上下 暉峻康隆解説、小沢昭一朗読 1971年3 カセット
- 小沢昭一日本の放浪芸 全19巻 1988～1989年　カセット
- 『大系 日本歴史と芸能―音と映像と文字による』ビデオブック全12巻、網野善彦＋小沢昭一＋服部幸雄+宮田登＋大隅和雄＋山路興造＝編集委員、平凡社＋日本ビクター　1990～1991年
- 小沢昭一的こころ カセットブック全7巻 1991年
- 不忠臣蔵 井上ひさし作  小沢昭一朗読 新潮社, 1992年6月 カセット

## 雑誌
- 季刊藝能東西 小沢昭一編集、1975～1977年
- 文藝別冊 小沢昭一　芸能者的こころ 2010年6月

## レコード・CD
- 『ドキュメント～日本の放浪芸』LPレコード7枚組。『日本の放浪芸』としてCD化されている。
- 『又「日本の放浪芸」』LPレコード5枚組。CD化されている。
- 『また又「日本の放浪芸」（節談説教）』LPレコード6枚組。CD化されている。
- まいど…「日本の放浪芸」 小沢昭一、ヒューゴ&ルイージ、ジョージ・デビッド・ワイス、 つのだ・ひろ （CD,1999年）
- 小沢昭一が招いた「日本の放浪芸大会」 小沢昭一、加藤竹三郎、浅井博治、 桜井敏雄 （CD 2001年）
- 小沢昭一が訪ねた「能登の節談説教」 小沢昭一 （CD 2001年）
- 唸る、語る、小沢昭一の世界「節談説教板敷山/榎物語」 小沢昭一 （CD,2001年）
- 夢は今もめぐりて～小沢昭一がうたう童謡 小沢昭一、（CD,2001年）
- 「唖蝉坊は生きている」 高田渡、 小沢昭一 （CD,2008年）
- 小沢昭一的こころ（1年）童謡・唱歌編 小沢昭一、佐々永治、 東京室内楽協会 （CD,2008年）
- 小沢昭一的こころ（2年）はやり歌オリジナル編（仮） 小沢昭一、佐々永治、 東京室内楽協会 （CD,2008年）
- 小沢昭一的こころ（3年）なつかしのはやり歌編 小沢昭一、佐々永治、東京室内楽協会、 福岡たみよ （CD,2008年）
- 唱う小沢昭一的こころ 小沢昭一 （CD,1993年）
- 小沢昭一が選んだ恋し懐かしはやり唄　全5巻オムニバス （CD,1999年）
- 清水次郎長伝・伝 LP -「芸能座」の第一回公演記録・本・永六輔。演出・小沢昭一。音楽・神津善行。
- 小沢昭一的こころ BOX 小沢昭一、佐々永治、東京室内楽協会、 福岡たみよ （CD,2008年）
- 小沢昭一全集「唸る、語る、歌う、小沢昭一的こころ」 小沢昭一 （CD,2003年）
- 辻説法 小沢昭一,永六輔 野坂昭如、黒田征太郎、 小沢昭一 （CD,2006年）
- 小沢昭一がうたう「童謡春秋しみじみ」 小沢昭一 （CD,2002年）
- 明日天気になあれ 小沢昭一 （CD,2002年）
- ごきげん　”私の青空” 　（CD,2004年）
- 小沢昭一しみじみ”夢淡きふるさと” 小沢昭一 （CD,2004年）
- 明治村から 小沢昭一 （CD,2005年）
- 小沢昭一的こころの歌(オリジナル編)（CD，2008年）
- 小沢昭一の小沢昭一的こころ大全集（CD,2008年）
- 小沢昭一的こころ BOX（CD、2008年）
- 昭一爺さんの唄う 童謡・唱歌 (CD、2008年）
- 小沢昭一の小沢昭一的こころ　ゴールドボックス（CD,2011年）
- 小沢昭一 歌のステージ ~唄って語って 僕のハーモニカ昭和史（CD,2013年）
- 大沢悠里プロデュース 小沢昭一の小沢昭一的こころ 昭和の傑作選 CDボックス （CD、2015年）
- CD版 小沢昭一的 新宿末廣亭 特選三夜　（CD，2016年）
- CD版 小沢昭一的 新宿末廣亭 お蔵出し三夜（CD、2017年）
- CD版 小沢昭一的 新宿末廣亭 掘り出し四夜（CD、2017年）

## ビデオ・DVD
- 『小沢昭一の新・日本の放浪芸』ビデオ 1984年。『小沢昭一の「新日本の放浪芸」～訪ねて韓国・インドまで～』としてDVD化されている。
- 『放送大学講座 芸能と社会』ビデオ。全15巻。日本ビクター
- 『唐来参和 (とうらいさんな)』DVD 2013年、日本ビクター *1988年紀伊國屋ホールでの公演を収録

## 映画

### 製作
- 1974年8月28日　実録桐かおる　－にっぽん一のレズビアン－ 　日活
- 1981年3月14日　ええじゃないか 　松竹＝今村プロ

### ナレーター
- 1967年2月4日　インディレース　爆走 　勅使河原プロ  … ナレーター
- 1997年11月22日　ナージャの村　監督・本橋成一　… 語り

### 出演
- 1955年
  - 愛のお荷物 　日活  … 鳥井秘書官
  - あした来る人 　日活  … 三沢
- 1956年
  - 青春の音 　まどかグループ  … 高山安夫
  - 洲崎パラダイス 赤信号 　日活  … 三吉
  - わが町 　日活  … 敬吉
  - 続・飢える魂 　日活  … 立花の旧友Ｂ
  - 牛乳屋フランキー 　日活  … （店員）新吾
- 1957年
  - 浮草の宿 　日活
  - フランキー・ブーチャンのあゝ軍艦旗 　日活
  - 恋と浮気の青春手帖　街燈 　日活  … 学生木村
  - 反逆者 　日活  … 吉沢茂雄
  - 幕末太陽伝 　日活  … 貸本屋金造
  - フランキー・ブーチャンのあゝ軍艦女護が島奮戦記 　日活
  - 誘惑 　日活  … 大橋参吉
- 1958年
  - 禁じられた唇 　日活
  - フランキー・ブーチャンの殴り込み落下傘部隊 　日活  … 酒巻兵曹
  - 陽のあたる坂道 　日活  … 上島健伍
  - 美しい庵主さん 　日活  … 大竹屋の息子
  - 盗まれた欲情 　日活
  - 大阪娘と野郎ども 　日活
  - お笑い三人組 　日活
  - 裸身の聖女 　日活
  - 西銀座駅前 　日活
  - 明日を賭ける男 　日活  … 瓦井清吉
  - 青い乳房 　日活  … 杉本
  - 夜の狼 　日活
  - 果しなき欲望 　日活
  - 紅の翼 　日活  … 安藤幸宏
- 1959年
  - 嵐を呼ぶ友情 　日活  … ナレーション
  - 月は地球を廻ってる 　日活
  - 網走番外地 　日活
  - おヤエのママさん女中 　日活
  - おヤエの家つき女中 　日活
  - 拳銃0号 　日活
  - 貸間あり 　東京映画  … 江藤ミノル
  - にあんちゃん 　日活
  - 波止場の無法者 　日活  … 中田次郎
- 1960年
  - 13号待避線より　その護送車を狙え 　日活
  - 銀座旋風児　目撃者は彼奴だ 　日活  … 政吉
  - けものの眠り 　日活
  - 素っ飛び小僧 　日活  … 五条
  - 素晴らしき遺産 　日活
  - 地図のない町 　日活  … 江戸兼造
  - 密航0ライン 　日活
  - 天下を取る 　日活  … バシンの五郎
  - 東京の暴れん坊 　日活  … 浜川
  - 武器なき斗い 　大東映画
- 1961年
  - 大出世物語 　日活  … 六さん
  - 豚と軍艦 　日活
  - 東京騎士隊 　日活
  - 紅の拳銃 　日活
  - 大当り百発百中 　日活
  - 闇に流れる口笛 　日活  … 張
  - お父ちゃんは大学生 　日活
  - 恋をするより得をしろ 　日活
  - あいつと私 　日活  … 金沢正太
  - どじょっこの歌 　日活
- 1962年
  - 喜劇　にっぽんのお婆あちゃん 　M・I・I・プロ
  - 雁の寺 　大映京都  … 鷹見邦遠
  - 猫が変じて虎になる 　日活
  - キューポラのある街 　日活  … 鑑別所の教師
  - 週末屋繁晶記 　日活
  - 英語に弱い男　東は東、西は西 　日活
  - 若い人 　日活  … 北村敦（橋本先生の叔父）
  - 車掌物語　旅は道づれ 　日活
  - ポンコツおやじ 　日活
  - しとやかな獣 　大映東京  … 歌手ピノサク
- 1963年
  - サラリーマン物語　勝ってくるぞ勇ましく 　日活
  - サムライの子 　日活
  - 非行少女 　日活
  - 夜の勲章 　日活  … 大原天嶺
  - 台所太平記 　東京映画  … 園田光雄
  - 若い東京の屋根の下 　日活  … 北村利夫
  - エデンの海 　日活  … 高岡
  - 競輪上人行状記 　日活
  - にっぽん昆虫記 　日活
- 1964年
  - 続・拝啓天皇陛下様 　松竹大船
  - 越後つついし親不知 　東映東京
  - 赤い殺意 　日活
  - 鉄火場破り 　日活  … 藤田（渡世人27歳）
  - 甘い汗 　東京映画  … バーテン・藤井
  - 散歩する霊柩車 　東映東京  … 病院の守衛B
  - おんなの渦と淵と流れ 　日活  … 福山
  - 仇討 　東映京都
  - くノ一化粧 　東映京都
  - 馬鹿が戦車でやって来る 　松竹大船  … 郵便屋
- 1965年
  - 駿河遊侠伝　度胸がらす 　大映京都
  - 春婦伝 　日活
  - ガリバーの宇宙旅行 　東映動画  … 人形の大佐
  - 冷飯とおさんとちゃん 　東映京都  … 中村又三郎（大四郎の三兄）
  - 悦楽 　創造社  … 速水
  - 怪談片目の狼 　東映東京  … 駐在の巡査
  - 秩父水滸伝　必殺剣 　日活
  - 馬鹿と鋏 　東宝
  - 鉄砲犬 　大映東京
- 1966年
  - とべない沈黙 　日本映画新社  … 先生
  - エロ事師たちより　人類学入門 　今村プロ
  - 逢いたくて逢いたくて 　日活
  - 悪童 　東映京都
  - おはなはん 　松竹大船
  - ３匹の狸 　東宝
  - 横堀川 　松竹大船
  - あこがれ  … 西沢恒吉
  - おはなはん　第二部 　松竹大船
- 1967年
  - 忍者武芸帳 　創造社  … 語り手
  - 伊豆の踊子 　東宝  … 紙屋
  - 続・何処へ 　東宝  … 吉村順太郎
  - 喜劇　駅前学園 　東京映画  … 小原金助（理髪店主人）
  - 愛の讃歌 　松竹大船  … 郵便屋
  - 早射ち犬 　大映東京
  - 喜劇　急行列車 　東映東京
  - 痴人の愛 　大映東京  … 河合譲治
  - 喜劇　団体列車 　東映東京
  - 男なら振りむくな 　松竹大船
- 1968年
  - 社長繁盛記 　東宝  … 苑平漢
  - 続社長繁盛記 　東宝  … 苑平漢
  - カモとねぎ 　東宝
  - ネオン太平記 　日活
  - 喜劇爬虫類 　松竹大船
  - こわしや甚六 　松竹大船
  - 吹けば飛ぶよな男だが 　松竹大船  … 弁士
  - サラリーマン悪党術 　東宝
  - 若者よ挑戦せよ 　東宝  … 同新太郎
  - 肉弾 　「肉弾」をつくる会＝ATG  … 軍曹
  - 日本一の裏切り男 　東宝＝渡辺プロ  … 雑炊屋
  - 狙撃 　東宝
  - スクラップ集団 　松竹大船  … ドリーム
- 1969年
  - 社長えんま帖 　東宝  … 富田林茂
  - 橋のない川 　ほるぷ映画
  - 続社長えんま帖 　東宝  … 富田林茂一
  - ブラック・コメディ　ああ!馬鹿 　東宝  … 赤沢秀夫
  - 私が棄てた女 　日活
  - 娘ざかり 　東宝
- 1970年
  - 社長学ABC 　東宝  … 汪滄海
  - 続社長学ABC 　東宝  … 汪滄海
  - 無頼漢 　東宝＝にんじんくらぶ  … 丑松
  - 喜劇　頑張れ! 日本男児 　東宝  … 斎藤猛
- 1972年
  - 喜劇　女売出します 　松竹大船  … 姉川
  - 紙芝居昭和史　黄金バットがやって来る 　東宝  … 丸山清太郎
  - 一条さゆり　濡れた欲情 　日活  … ラーメン屋の主人
- 1973年
  - にっぽん三銃士　博多帯しめ一本どっこの巻 　東京映画  … 語り手
- 1974年
  - 喜劇　だましの仁義 　東宝映画  … 石山権太郎、山田代議士
- 1975年
  - 喜劇　女の泣きどころ 　松竹大船
  - 青春の門 　東宝映画  … 平吉・語り手
- 1977年
  - 黒木太郎の愛と冒険 　馬道プロ＝ATG  … 信太郎
  - ボクサー 　東映東京
- 1978年
  - 冬の華 　東映京都  … 陳
- 1981年
  - ええじゃないか 　松竹＝今村プロ  … 鵜飼作之丞
  - 男はつらいよ　寅次郎紙風船 　松竹  … 倉富常三郎
- 1983年
  - 楢山節考 　東映＝今村プロ  … 勝造
  - 近松門左衛門　鑓の権三 　松竹＝表現社  … 船頭
- 1989年
  - 黒い雨 　今村プロ＝林原グループ
  - 砂の上のロビンソン 　ビッグバン＝ウルトラ企画＝ジャパンホーム……　浮浪者
- 1993年
  - あひるのうたがきこえてくるよ。 　ホネ・フィルム＝パイオニアLDC
- 1997年
  - うなぎ 　ケイエスエス＝衛星劇場＝グループコーポレ……　初老の医師
  - ナージャの村　Ha ДeЖДa 　サスナフィルム
- 1998年
  - カンゾー先生 　今村プロ＝東映＝東北新社＝角川…
- 1999年
  - 梟の城 　「梟の城」製作委員会  … 今井宗久
- 2001
  - かあちゃん 　映像京都＝日活＝イマジカ＝シナノ企画  … 大家